# برژ تورکر کرستچیان
برژ تورکر کرستچیان (ارمنی: [] Error: {{Lang}}: فاقد متن (راهنما); انگلیسی: Berç Türker Keresteciyan؛ زاده ۱۸۷۰ – درگذشته ۱۹۴۹) سیاستمدار، و مدیر اجرایی بانک ارمنی‌تبار اهل ترکیه بود.

## زندگی‌نامه
وی از والدینی به نام‌های سازیک و مکرتیچ کرستچیان در ۱۸۷۰ در کنستانتینوپل به دنیا آمد و از کالج رابرت فارغ‌التحصیل شد. بدروس کرستسیان عموی وی بود. وی برای مدتی در مجلس نمایندگان عثمانی خدمت نمود. در ۲۷ ژوئیه ۱۹۴۹ در سن ۷۹ سالگی در استانبول درگذشت.